# دلنو دراگلیشته
دلنو دراگلیشته (به بلغاری: Dolno Draglishte) روستایی در بلغارستان است که در شهرستان رازلوگ واقع شده‌است.